# Silnice II/198
Silnice II/198 je silnice II. třídy, která vede z Bochova do Železné. Je dlouhá 76,7 km. Prochází dvěma kraji a čtyřmi okresy.

## Vedení silnice

### Karlovarský kraj, okres Karlovy Vary
- Bochov (křiž. I/6)
- Teleč (křiž. III/19812)
- Kozlov (křiž. III/19813, III/19814)
- Kojšovice
- Toužim (křiž. I/20, II/207)
- Kosmová (křiž. III/19818)
- Prachomety (křiž. III/19820, III/19821, III/19822)

### Karlovarský kraj, okres Cheb
- Kladruby (křiž. III/19823)
- Beranov
- Teplá (křiž. II/210, III/19824, III/19828, III/19829, peáž s II/210)
- Horní Kramolín (křiž. III/19830)
- Závišín (křiž. II/230)
- přerušení

### Plzeňský kraj, okres Tachov
- Planá (křiž. I/21)
- Dolní Jadruž (křiž. III/19841)
- Nahý Újezdec (křiž. III/19842)
- Vítkov (křiž. III/19843)
- Tachov (křiž. II/199, III/19844, III/19846, III/1999, peáž s II/199)
- Pernolec (křiž. II/199)
- Částkov (křiž. III/19846)
- Úšava (křiž. III/19848, III/19849)
- Nové Sedliště
- Mchov (křiž. III/19850)
- Mlýnec (křiž. D5, III/19854, III/1978, III/19855)
- Přimda (křiž. II/605, peáž s II/605)

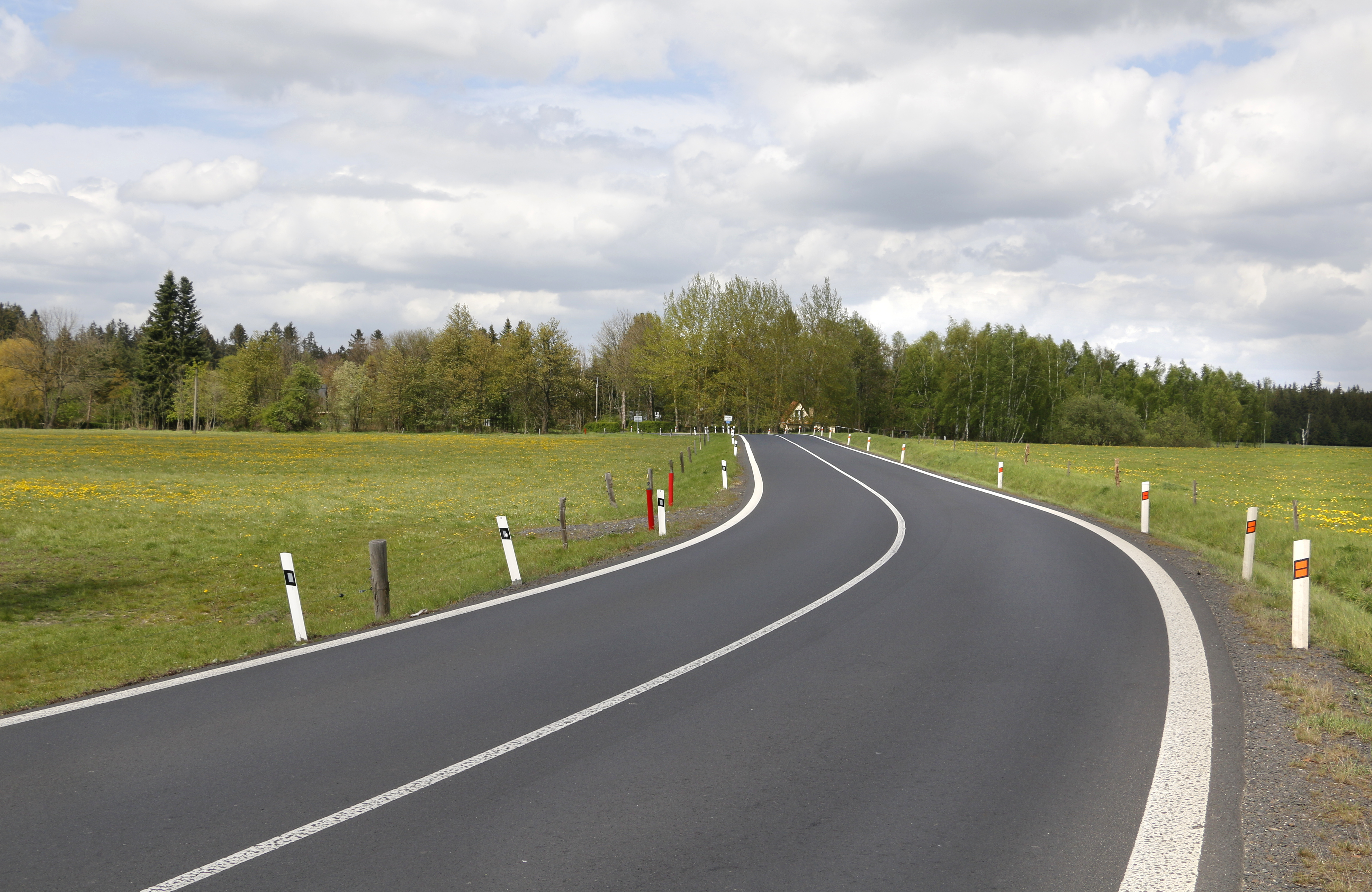
Silnice v Dlouhé Vsi u Bochova

- Málkov
- Nová Ves (křiž. III/19857)

### Plzeňský kraj, okres Domažlice
- Železná (křiž. II/197)